# Testurizzazione

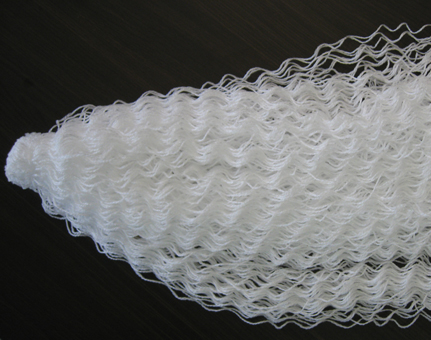
Fibra poliammidica testurizzata.

La testurizzazione è un procedimento tessile atto a conferire specifiche caratteristiche ai fili continui. Trattandosi di procedimento termo-meccanico, si presta particolarmente per le fibre chimiche che, per la loro termoplasticità, assumono una deformazione permanente delle singole bave componenti. Può modificare la mano conferendo voluminosità, elasticità o modifica strutturale ai fili, l'entità della modifica viene regolata a piacere, in funzione dell'esigenza.
Due sono i principali metodi di testurizzazione:

## Falsa torsione
La falsa torsione è un procedimento continuo eseguito su macchine a posizioni multiple ove i fili, singolarmente alimentati, subiscono una torsione, un termofissaggio ed una detorsione. La memoria termica del fissaggio in condizione di alta torsione, conferisce alle singole bave una struttura ondulata (fili FT). Un secondo fissaggio tra alimentatori a velocità regolabile, è in grado di ridurre al voluto grado, elasticità, volume e tendenza a ritorcersi dei fili (fili FTF). Un dispositivo, una volta a fusetto, oggi prevalentemente a frizione è in grado di impartire la  torsione. Il processo di testurizzazione nelle sue tre fasi: torsione, fissaggio e detorsione, veniva una volta eseguito in tre successivi passaggi.

## A getto d'aria
La testurizzazione a getto d'aria (Taslan) è un procedimento continuo eseguito su macchine a posizioni multiple ove i fili, (uno o più, ed anche di differente natura o titolo, alimentati su singola posizione), sottoposti entro un ugello ad un getto d'aria, assumono, per effetto della turbolenza, una struttura  disordinata e voluminosa, la cui caratteristica principale è data da piccoli riccioli delle singole bave. Esalta l'effetto l'alimentazione entro l'ugello di fili preventivamente bagnati. 
L'applicazione dei fili testurizzati riguarda praticamente la totalità degli utilizzi tessili che possono andare dai più grossolani tessuti industriali ai più raffinati impieghi dell'industria serica.
Per la testurizzazione dei fili da fibre chimiche (poliammide, poliestere, polipropilene) vengono impiegati in genere fili specifici parzialmente stirati in fase di filatura (fili POY) ove lo stiro, al grado definitivo, viene impartito durante il processo di testurizzazione.